# Udische Sprache

Udisch (Nr. 15) im Umfeld der Nordostkaukasischen Sprachfamilie. Hauptvorkommen in der Ortschaft Nic (Nidsch) und Nachbardörfern in Aserbaidschan, daneben nordwestlich in Oğuz und im ostgeorgischen Dorf Zinobiani, vormals Oktomberi.

Udisch (Eigenbezeichnung: udin muz) gehört zu den lesgischen Sprachen innerhalb der (nordostkaukasischen Sprachen) nachisch-dagestanischen Sprachen. Es wird heute von noch ca. 4.200 Menschen in Aserbaidschan gesprochen, in allen Ländern sind es ca. 5.700 Sprecher.

## Geschichte und sprachliche Situation
Als ältere Stufe des Udischen gilt das Alwanische.
Das Udische zählt zu den ältesten bekannten Sprachen in der Region. Während die muslimischen Uden (auch: Udinen) im Verlauf der letzten Jahrhunderte im Volk der Aserbaidschaner aufgegangen sind, bewahrte der christliche Teil des Volkes seine Sprache und Kultur. Die Uden in der Region Heretien in Georgien sind im Verlauf des Mittelalters weitgehend im Volk der Georgier aufgegangen, erst im 20. Jahrhundert gründeten christliche Udinen aus Aserbaidschan in Georgien das Dorf Zinobiani (zeitweilig umbenannt in „Oktomberi“). Die christlichen Uden in Aserbaidschan benutzen heute das Aserbaidschanische und im russischen Dagestan früher Armenisch und heute Russisch als Schriftsprache.
Die udische Sprache ist vom Aussterben bedroht, da sie unter starkem Assimilierungsdruck von Seiten des Aserbaidschanischen steht.

## Sprachgebiet
Laut den soziolinguistischen Anmerkungen von A. Schiefner aus dem Jahre 1862 wurde das Udische vor allem in den vollständig von Uden bewohnten Dörfern Wartaschen und Nidsch gesprochen, die beide im Norden der heutigen Republik Aserbaidschan liegen. In vier weiteren Dörfern – Sultan-Nucha, Dschorly, Mirsa Beglü und Jangi Kend –, die in Gänze der Armenischen Apostolischen Kirche angehörten, war das Udische vom Tatarischen (Aserbaidschanischen) verdrängt worden.
Anfang des 20. Jahrhunderts wurden drei vollständig udischsprachige Dörfer genannt: Wartaschen und Nidsch in Aserbaidschan sowie Zinobiani im östlichen Georgien. Zinobiani war in den Jahren von 1920 bis 1922 von Flüchtlingen aus Wartaschen unter Leitung von Zinobi Silikaschwili (1890–1938) gegründet worden und wurde später in Oktomberi umbenannt. Nach den beiden traditionellen udischsprachigen Dörfern wurde das Udische in die Dialekte Wartaschen und Nidsch unterteilt.
Bis 1988 wurde das Udische von etwa 3000 Menschen in Wartaschen gesprochen, während die übrigen im vollständig christlichen Ort Tatisch oder Armenisch sprachen. Die Wartaschener Uden hatten armenische Namen und gehörten der Armenischen Apostolischen Kirche an. Im Zuge des Bergkarabachkonflikts wurden sie unter Führung der örtlichen Leiter der Aserbaidschanischen Nationalen Front wie fast die ganze Ortschaft vertrieben und fanden in Armenien eine neue Heimat. Deswegen hat der Wartaschen-Dialekt in Aserbaidschan nur noch sehr wenige Sprecher. Die Ortschaft erhielt den völlig neuen Namen Oğuz, wo nach inoffiziellen Schätzungen neben den neu angesiedelten Aserbaidschanern noch etwa 6 bis 8 udischsprachige Familien oder auch bis zu 50 Uden leben sollen.
Durch die Flucht in den 1920er Jahren und die Vertreibung Ende der 1980er Jahre ist vor allem aus den Wartaschener Uden eine udische Diaspora in Georgien, Russland und Armenien entstanden. Im georgischen Oktomberi wird im Jahre 2005 die Zahl der Sprecher auf noch etwa 200 Menschen geschätzt, während laut der im aserbaidschanischen Dschagir 1952 geborenen armenischen Ethnologin Hranusch Charatjan auch in Armenien etwa 200 Uden vor allem in der Provinz Lori leben sollen.
So ist Nidsch heute das letzte Zentrum der udischen Sprache. Um 2005 wurde Udisch von etwa 4000 Menschen in Nidsch gesprochen. Hier wird in einem gewissen Maße noch Udisch unterrichtet, wofür auch Lehrmaterialien erstellt wurden. Im Jahre 1992 begannen sich die aserbaidschanischen Behörden für die Uden in Nidsch zu interessieren, da sie als Reste der Alwaner angesehen werden können, die nach aserbaidschanischer Auffassung auch Bergkarabach bewohnt haben sollen und somit als Argument gegen den armenischen Charakter jener Region dienen sollen.

## Sprachliche Charakteristiken
Das Udische ist eine Ergativsprache. Die Verben sind meist zusammengesetzt, d. h. aus einem Funktionsverb und einer nominalen Basis. Am Verb wird u. a. die Person markiert.

## Verschriftlichung

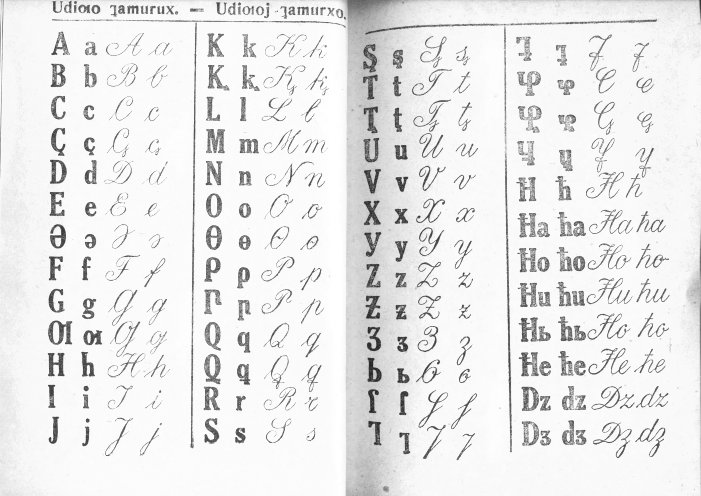
Udisches Lateinalphabet, sowjetisches Schulbuch 1934

Für das Alwanische, aus dem das Udische hervorging, wurde das auf Mesrop Maschtoz zurückgehende, 52 verschiedene Buchstaben enthaltende Alwanische Alphabet verwendet, wie es im Manuskript Matenadaran MS 7117 aus dem 15. Jahrhundert – aufgefunden 1937 in Etschmiadsin und aufbewahrt im Jerewaner Matenadaran-Institut – und durch einige in den 1950er Jahren gefundene Inschriften aus dem 3. bis 9. Jahrhundert bei der nordaserbeidschanischen Stadt Mingetschaur dokumentiert ist. In den 1990er Jahren fand der georgische Historiker Zaza Aliksidze einige Palimpseste auf alten christlichen alwanischen Texten aus dem 7. Jahrhundert im Katharinenkloster auf dem Sinai in Ägypten. Mit der Entzifferung dieser ersten bekannten zusammenhängen alwanischen Texte konnte eine Kontinuität des Alwanischen mit dem Udischen nachgewiesen werden.
In den 1930er Jahren versuchten die sowjetischen Behörden, ein Latein-Alphabet für das Udische zu etablieren, doch wurde der Versuch nach kurzer Zeit aufgegeben.
1974 erstellte schließlich Woroschil Gukasjan ein kyrillisches Alphabet der Udischen Sprache, das gemäß seinem Udisch-Aserbaidschanisch-Russischen Wörterbuch folgende Buchstaben enthielt: А а, Аъ аъ, Аь аь, Б б, В в, Г г, Гъ гъ, Гь гь, Д д, Дж дж, ДжӀ джӀ, Дз дз, Е е, Ж ж, ЖӀ жӀ, З з, И и, Й й, К к, Ҝ ҝ, КӀ кӀ, Къ къ, Л л, М м, Н н, О о, Оь оь, П п, ПӀ пӀ, Р р, С с, Т т, ТӀ тӀ, У у, Уь, Уь, Ф ф, Х х, Хъ хъ, Ц ц, Ц' ц', ЦӀ цӀ, Ч ч, Ч' ч', ЧӀ чӀ, Чъ чъ, Ш ш, ШӀ шӀ, Ы ы. Dieses Alphabet wurde auch in der Textsammlung Nana oččal (Нана очъал) von 1996 verwendet.
Mitte der 1990er Jahre wurde in Aserbaidschan ein neues udisches Alphabet auf aserbaidschanischer Grundlage erstellt. Ein Lehrbuch und zwei Textsammlungen von Georgy Kechaari wurden in diesem Alphabet veröffentlicht und auch in einer Schule im aserbaidschanischen Dorf Nic verwendet:
| A a   | B b   | C c   | Ç ç   | D d   | E e   | Ə ə   | F f   | G g   | Ğ ğ   | H h   |
| X x   | I ı   | İ i   | Ҝ ҝ   | J j   | K k   | Q q   | L l   | M m   | N n   | O o   |
| Ö ö   | P p   | R r   | S s   | Ş ş   | T t   | U u   | Ü ü   | V v   | Y y   | Z z   |
| Ц ц   | Цı цı | Eъ eъ | Tı tı | Əъ əъ | Kъ kъ | Pı pı | Xъ xъ | Şı şı | Öъ öъ | Çı çı |
| Çъ çъ | Ć ć   | Jı jı | Zı zı | Uъ uъ | Oъ oъ | İъ iъ | Dz dz |       |       |       |

In Astrachan veröffentlichte Wladimir Dabakowym 2007 eine Sammlung udischer Folklore in folgendem Alphabet:  A a, Ă ă, Ә ә, B b, C c, Ĉ ĉ, Ç ç, Ç' ç', Č č, Ć ć, D d, E e, Ĕ ĕ, F f, G g, Ğ ğ, H h, I ı, İ i, Ĭ ĭ, J j, Ĵ ĵ, K k, K' k', L l, M m, N n, O o, Ö ö, Ŏ ŏ, P p, P' p', Q q, Q' q', R r, S s, Ś ś, S' s', Ŝ ŝ, Ş ş, T t, T' t', U u, Ü ü, Ŭ ŭ, V v, X x, Y y, Z z, Ź ź.
In Russland wurde 2013 das udische Lehrbuch Nanay muz (Нанай муз) in kyrillischer Schrift veröffentlicht, wobei es sich um eine modifizierte Version von Gukasjans Alphabet handelte:
| А а     | Аь аь   | Аъ аъ | Б б   | В в   | Г г   | Гъ гъ | Гь гь | Д д   | Дз дз | Дж дж |
| Джъ джъ | Е е     | Ж ж   | Жъ жъ | З з   | И и   | Иъ иъ | Й й   | К к   | К' к' | Къ къ |
| Л л     | М м     | Н н   | О о   | Оь оь | Оъ оъ | П п   | П' п' | Р р   | С с   | Т т   |
| Т' т'   | У у     | Уь уь | Уъ уъ | Ф ф   | Х х   | Хъ хъ | Ц ц   | Ц' ц' | Ч ч   | Чъ чъ |
| Ч' ч'   | Ч’ъ ч’ъ | Ш ш   | Шъ шъ | Ы ы   | Э э   | Эъ эъ | Ю ю   | Я я   |       |       |